# Столипінський циркуляр
Столипінський циркуляр — розпорядження губернаторам, підписане міністром внутрішніх справ Російської імперії П. Столипіним 20 січня 1910, з вимогою припинити реєстрацію «інородчеських», зокрема, й українських, національних культурно-просвітницьких товариств як таких, що «мають на меті об'єднання інородчеських елементів на ґрунті виключно національних інтересів», а тому становлять, на думку міністра, загрозу громадському спокою та безпеці.

## Зміст
Відповідно до циркуляра — вирішувалося питання про діяльність уже існуючих товариств, частина яких, зокрема й Київське товариство «Просвіта» імені Тараса Шевченка, були закриті.

## Історія
Підставою для появи циркуляра була складена у грудні 1909 С. Щоголевим за участю діячів «Клуба русских националистов города Киева» та відвезена в січні 1910 в Санкт-Петербург київським губернатором О. Гірсом доповідна записка «О польских и малорусских просветительных обществах».

## Наслідки
Попри катастрофічні наслідки для українських товариств цей циркуляр був першим у новітній історії фактом офіційного визнання з боку вищих посадових осіб Російської імперії окремішності української нації від російської.
Оскільки циркуляр спростовував офіційну загальноросійську доктрину, незабаром і сам П. Столипін змушений був визнати помилковість зарахування українців до «інородців».